# 莫斯科
莫斯科（俄语：Москва，羅馬化：Moskva，發音：[mɐsˈkva] ⓘ）是俄羅斯首都以及最大都市，為俄羅斯全國政治、经济、科技、文化及交通的中心。面積2,510平方公里，與莫斯科州和卡盧加州接壤。2022年城区人口超过1263万，都会区人口超过1700万，是欧洲最大的城市，佔俄羅斯總人口的1/10以上。莫斯科沿莫斯科河而建，由1147年的莫斯科大公時代開始，在沙皇俄国、蘇聯及今日的俄羅斯聯邦時代，都一直擔任着國家首都的角色。它是歷史悠久的克里姆林宮所在地，並作為上述政權的總部，是俄羅斯數個被列入世界遺產的建築群之一。

## 历史

### 由来及变迁
莫斯科得名于如今穿越整个城市的莫斯科河，而莫斯科河的名字来源有三种解释，分别是低湿地（斯拉夫语）、牛渡口（芬兰-乌戈尔语）、密林（卡巴尔达语）。

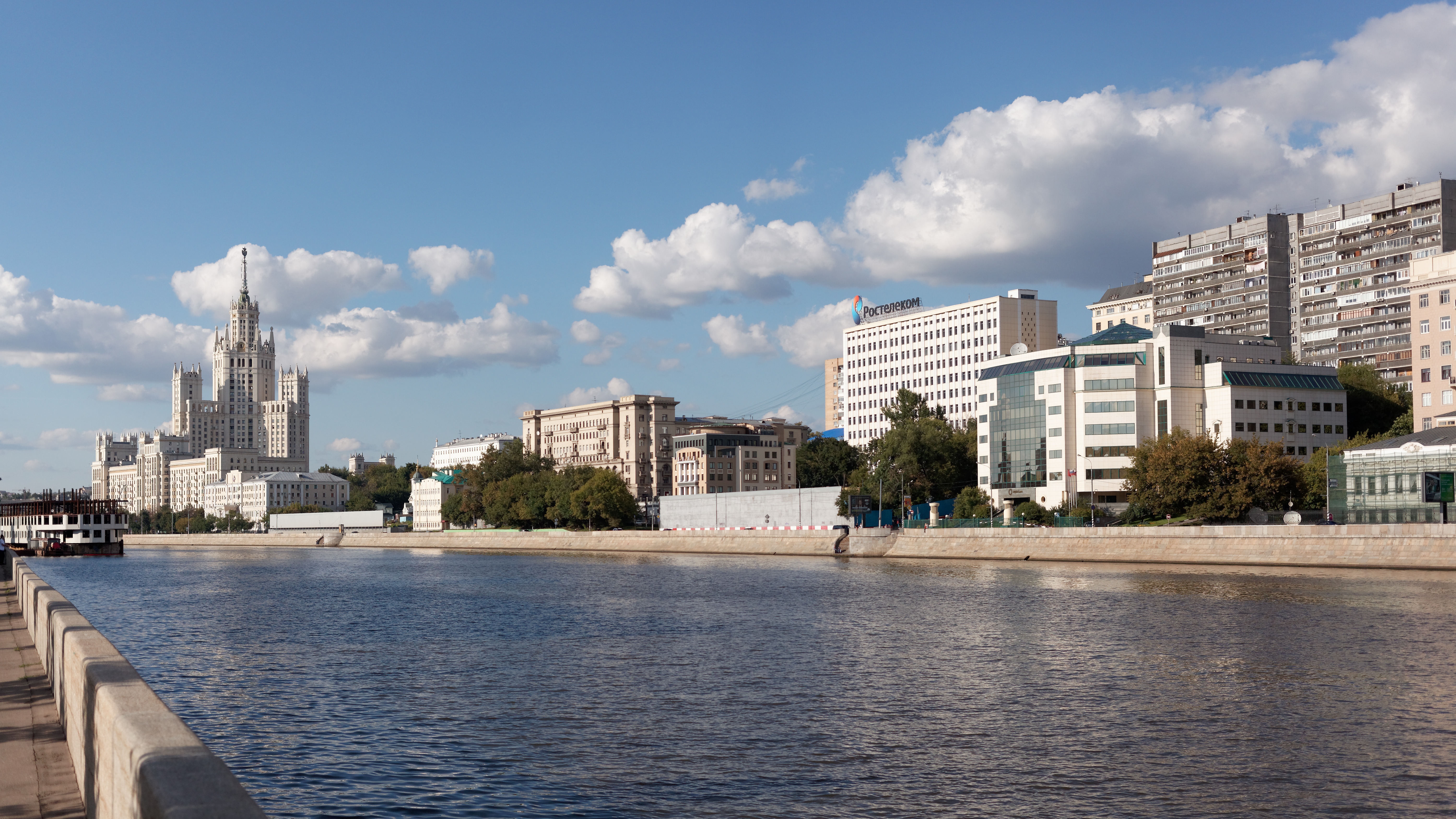
莫斯科河

莫斯科的建立被认为是在1147年，当时，尤里·多尔戈鲁基大公在争夺基辅王位的一次战争后战斗获胜后，他邀请了自己的盟友切尔尼戈夫公爵斯维亚托斯拉夫·奥利戈维奇去到了弗拉基米尔公国边境上的一个名叫莫斯科地点庆祝自己的胜利，这也是史书上第一次提及莫斯科这个地方，而后，俄罗斯人便把这一年作为莫斯科的诞生的日子，不过当时的莫斯科还是一个小村庄。1156年，尤里·多尔戈鲁大公在莫斯科巩固了防御措施，由此莫斯科便有了一个防御性的要塞的地位。
1263年，莫斯科大公国建立，1276年，首任莫斯科大公丹尼尔立莫斯科为首府，1238年－1480年期间，莫斯科被金帐汗国统治；15世纪俄国人以莫斯科为中心，集合周围力量进行反对金帐汗国统治的斗争，并于莫斯科大公伊凡三世时在1478年最终统一了俄国，建立了一个中央集权的国家，國號為俄罗斯沙皇国，而莫斯科则成为俄国的首都；1572年莫斯科被克里米亚鞑靼人袭击和和焚毁。1610年，被波蘭將領斯坦尼斯瓦夫·若烏凱夫斯基攻陷，遭受劫掠。1700年后，彼得一世迁都到圣彼得堡。
1917年11月，列宁领导的十月革命胜利后，建立了俄羅斯蘇維埃聯邦社會主義共和國。蘇維埃俄國和俄國共產黨中央委员会于1918年从彼得格勒（今圣彼得堡）迁到莫斯科，並於1922年12月正式成爲蘇聯首都。1991年苏联解体后，莫斯科成为俄罗斯联邦的首都。

### 歷史上的经济及文化
莫斯科从建立之初就优先考虑了坚固性和可靠性。起初，莫斯科常受南部和东部的游牧部落联盟侵扰，其西部的东欧国家波兰立陶宛联邦的军队也虎视眈眈。所以弗拉基米尔、特维尔和诺夫哥罗德盟军协力建设了坚固的堡垒。
15世纪时，莫斯科的人口和领土面积已经超过了伦敦、布拉格和一些欧洲大城市。1861年农奴制度被废除后，资本主义在俄罗斯盛行起来，莫斯科逐渐发展壮大，成为巨大的工业和贸易中心。

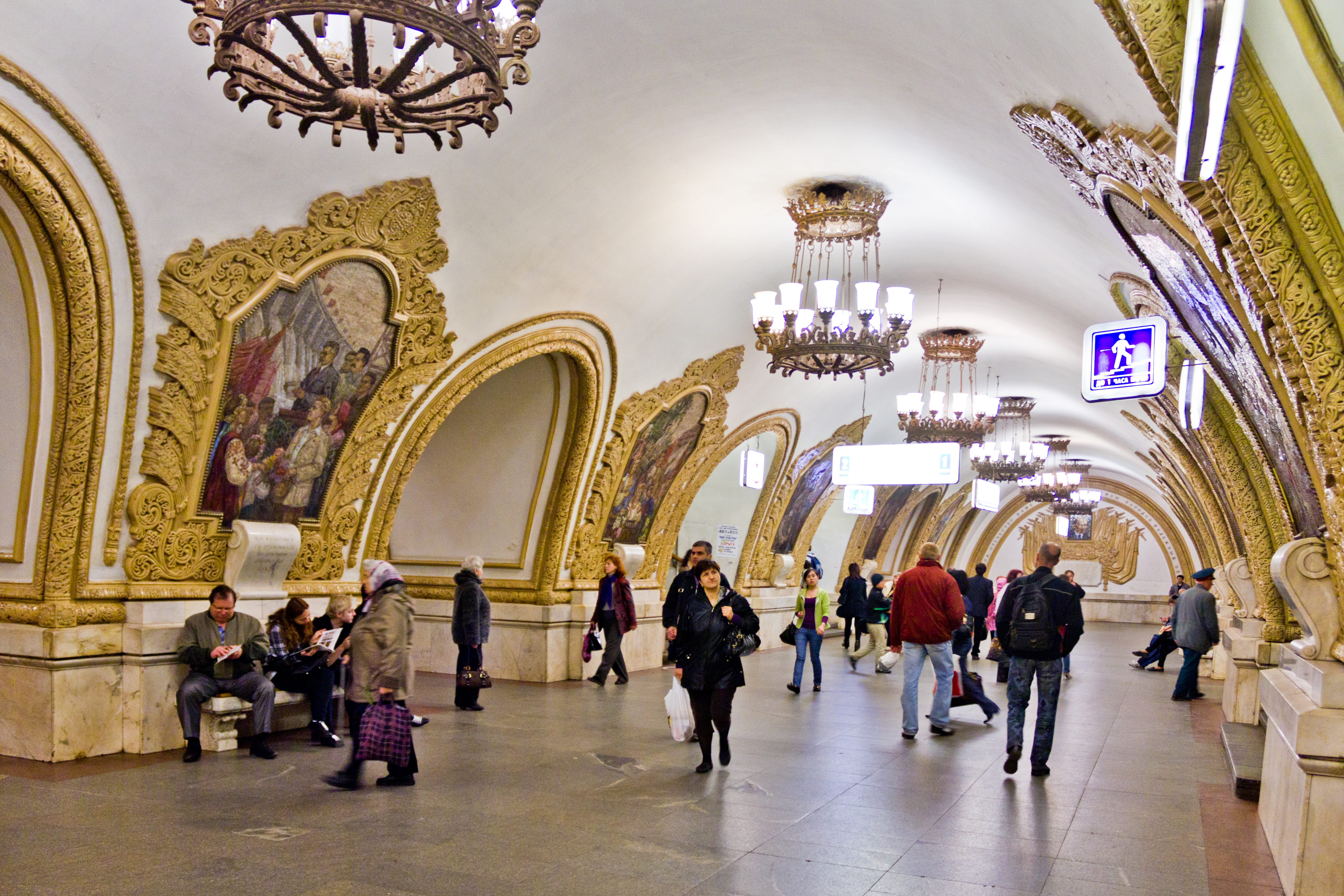
莫斯科地鐵

19世纪末，莫斯科各类工业和贸易的企业已达20000余个，其中工业企业有10000余个，工人人数达到12万人。不少于16人的中小型的企业占绝大多数，只有2%的企业人数超过50人。
在莫斯科的工业企业中，纺织工业占多数。另以建筑业，木材加工业、食品加工业、造纸业、制革业、汽车制造业、工具生产业居多。莫斯科在其工业发展百年歷程的初期已经达到了较高程度的社会化生产。
1910年，莫斯科6%的大企业中集中了大约49%的工人。彼时，超过500工人的企业被认为是大型企业。在工业大发展阶段，外国的资本工业大量涌入，莫斯科所有的化学企业和电子技术企业都掌握在外国财团的手里（如德国工业巨头）。1917年十月革命胜利后，政府在莫斯科大力发展制造业。从车床制造到手表制造，从轴承加工到小汽车生产，纺织加工，极大地推动了金属加工业的发展。
莫斯科所谓的「印花的」大企业不得不退出了汽车制造业和电子技术业生产线，无线电技术，代表生产等领域。生产生活必需品为国家保障自给具有深远意义。莫斯科成为俄罗斯工业强劲的生产和技术基地。在战争年代城市工业的结构转变到汽车制造业和金属加工业。几百年间，莫斯科扮演了俄罗斯政治文化中心的作用，这里汇集了具有纪念意义的历史建筑及纪念碑，克里姆林宫、新圣女修道院、莫斯科大学、凯旋门及圣山上的胜利公园等。莫斯科的权力机关充分认识到了这些文化遗产的宝贵，因此他们从没间断对这些遗产的保护。

## 地理

### 地形
莫斯科位于北纬55°到56°，东经37°到38°之间，地处俄罗斯平原中部，奥卡河和伏尔加河两河间的中俄罗斯高地。城市面积1080.47平方公里。大莫斯科（包括环城公路以内地区）面积900平方公里，包括外围绿化带共为1725平方公里。莫斯科位于三种地形交接处。西北接斯摩棱斯克－莫斯科高地（地势较为平坦，海拔175－185米）。南接莫斯克沃列茨科－奥卡河平原（海拔200－250米的乔普雷斯坦高地，沟壑众多）。东面是梅晓拉低地，有坚硬的沙丘，海拔约160米。

### 氣象氣候
莫斯科属于温和的温带大陆性湿润气候。極端天气十分频繁。12月会开始漫长的冰雪消融期，降雪量大，平均年积雪期长达146天（11月初—4月中旬），冬季长而天气阴暗。1月平均气温-6.2℃（最低-42.1℃），7月平均气温19.7℃（最高38.2℃），夏天可能气温陡降，阴雨连绵。总计全年天气晴朗时间1,731小时。最近十年冬季常有相对湿度（高于70％）和温度（高于0℃）较高的记录。降水高峰期为6月至10月，降水量最少的是4月。冬季多刮西风、西南风和南风。自5月开始西北风和北风较为频繁，另外，5月和9月是最好的旅游季节。
| 莫斯科VVC气象站（1991-2020年平均数据，1879年至今极端数据）          | 莫斯科VVC气象站（1991-2020年平均数据，1879年至今极端数据） | 莫斯科VVC气象站（1991-2020年平均数据，1879年至今极端数据） | 莫斯科VVC气象站（1991-2020年平均数据，1879年至今极端数据） | 莫斯科VVC气象站（1991-2020年平均数据，1879年至今极端数据） | 莫斯科VVC气象站（1991-2020年平均数据，1879年至今极端数据） | 莫斯科VVC气象站（1991-2020年平均数据，1879年至今极端数据） | 莫斯科VVC气象站（1991-2020年平均数据，1879年至今极端数据） | 莫斯科VVC气象站（1991-2020年平均数据，1879年至今极端数据） | 莫斯科VVC气象站（1991-2020年平均数据，1879年至今极端数据） | 莫斯科VVC气象站（1991-2020年平均数据，1879年至今极端数据） | 莫斯科VVC气象站（1991-2020年平均数据，1879年至今极端数据） | 莫斯科VVC气象站（1991-2020年平均数据，1879年至今极端数据） | 莫斯科VVC气象站（1991-2020年平均数据，1879年至今极端数据） |
| 月份                                                                | 1月                                                        | 2月                                                        | 3月                                                        | 4月                                                        | 5月                                                        | 6月                                                        | 7月                                                        | 8月                                                        | 9月                                                        | 10月                                                       | 11月                                                       | 12月                                                       | 全年                                                       |
| ------------------------------------------------------------------- | ---------------------------------------------------------- | ---------------------------------------------------------- | ---------------------------------------------------------- | ---------------------------------------------------------- | ---------------------------------------------------------- | ---------------------------------------------------------- | ---------------------------------------------------------- | ---------------------------------------------------------- | ---------------------------------------------------------- | ---------------------------------------------------------- | ---------------------------------------------------------- | ---------------------------------------------------------- | ---------------------------------------------------------- |
| 历史最高温 °C（°F）                                                 | 8.6 (47.5)                                                 | 8.3 (46.9)                                                 | 19.7 (67.5)                                                | 28.9 (84.0)                                                | 33.2 (91.8)                                                | 34.8 (94.6)                                                | 38.2 (100.8)                                               | 37.3 (99.1)                                                | 32.3 (90.1)                                                | 24.0 (75.2)                                                | 16.2 (61.2)                                                | 9.6 (49.3)                                                 | 38.2 (100.8)                                               |
| 平均高温 °C（°F）                                                   | −3.9 (25.0)                                                | −3 (27)                                                    | 3.0 (37.4)                                                 | 11.7 (53.1)                                                | 19.0 (66.2)                                                | 22.4 (72.3)                                                | 24.7 (76.5)                                                | 22.7 (72.9)                                                | 16.4 (61.5)                                                | 8.9 (48.0)                                                 | 1.6 (34.9)                                                 | −2.3 (27.9)                                                | 10.1 (50.2)                                                |
| 日均气温 °C（°F）                                                   | −6.2 (20.8)                                                | −5.9 (21.4)                                                | −0.7 (30.7)                                                | 6.9 (44.4)                                                 | 13.6 (56.5)                                                | 17.3 (63.1)                                                | 19.7 (67.5)                                                | 17.6 (63.7)                                                | 11.9 (53.4)                                                | 5.8 (42.4)                                                 | −0.5 (31.1)                                                | −4.4 (24.1)                                                | 6.3 (43.3)                                                 |
| 平均低温 °C（°F）                                                   | −8.7 (16.3)                                                | −8.8 (16.2)                                                | −4.2 (24.4)                                                | 2.3 (36.1)                                                 | 8.1 (46.6)                                                 | 12.2 (54.0)                                                | 14.8 (58.6)                                                | 13.0 (55.4)                                                | 8.0 (46.4)                                                 | 3.0 (37.4)                                                 | −2.4 (27.7)                                                | −6.5 (20.3)                                                | 2.6 (36.7)                                                 |
| 历史最低温 °C（°F）                                                 | −42.1 (−43.8)                                              | −38.2 (−36.8)                                              | −32.4 (−26.3)                                              | −21 (−6)                                                   | −7.5 (18.5)                                                | −2.3 (27.9)                                                | 1.3 (34.3)                                                 | −1.2 (29.8)                                                | −8.5 (16.7)                                                | −20.3 (−4.5)                                               | −32.8 (−27.0)                                              | −38.8 (−37.8)                                              | −42.1 (−43.8)                                              |
| 平均降水量 mm（）                                                   | 53 (2.1)                                                   | 44 (1.7)                                                   | 39 (1.5)                                                   | 37 (1.5)                                                   | 61 (2.4)                                                   | 78 (3.1)                                                   | 84 (3.3)                                                   | 78 (3.1)                                                   | 66 (2.6)                                                   | 70 (2.8)                                                   | 52 (2.0)                                                   | 51 (2.0)                                                   | 713 (28.1)                                                 |
| 平均降雨天数                                                        | 8                                                          | 6                                                          | 9                                                          | 15                                                         | 16                                                         | 16                                                         | 15                                                         | 16                                                         | 16                                                         | 17                                                         | 13                                                         | 8                                                          | 155                                                        |
| 平均降雪天数                                                        | 25                                                         | 23                                                         | 15                                                         | 6                                                          | 1                                                          | 0                                                          | 0                                                          | 0                                                          | 0.3                                                        | 5                                                          | 17                                                         | 24                                                         | 116                                                        |
| 平均相對濕度（％）                                                  | 85                                                         | 81                                                         | 74                                                         | 68                                                         | 67                                                         | 72                                                         | 74                                                         | 78                                                         | 82                                                         | 83                                                         | 86                                                         | 86                                                         | 78                                                         |
| 月均日照時數                                                        | 33                                                         | 72                                                         | 128                                                        | 170                                                        | 265                                                        | 279                                                        | 271                                                        | 238                                                        | 147                                                        | 78                                                         | 32                                                         | 18                                                         | 1,731                                                      |
| 可照百分比                                                          | 14                                                         | 27                                                         | 35                                                         | 40                                                         | 53                                                         | 53                                                         | 52                                                         | 51                                                         | 38                                                         | 24                                                         | 13                                                         | 8                                                          | 34                                                         |
| 平均紫外线指数                                                      | 0                                                          | 1                                                          | 2                                                          | 3                                                          | 5                                                          | 6                                                          | 6                                                          | 5                                                          | 3                                                          | 1                                                          | 1                                                          | 0                                                          | 3                                                          |
| 来源1：Погода и Климат Thermograph.ru, Meteoweb.ru (sunshine hours) |                                                            |                                                            |                                                            |                                                            |                                                            |                                                            |                                                            |                                                            |                                                            |                                                            |                                                            |                                                            |                                                            |
| 来源2：Weather Atlas (UV)                                           |                                                            |                                                            |                                                            |                                                            |                                                            |                                                            |                                                            |                                                            |                                                            |                                                            |                                                            |                                                            |                                                            |

| 莫斯科 (2014–2024年平均数据) | 莫斯科 (2014–2024年平均数据) | 莫斯科 (2014–2024年平均数据) | 莫斯科 (2014–2024年平均数据) | 莫斯科 (2014–2024年平均数据) | 莫斯科 (2014–2024年平均数据) | 莫斯科 (2014–2024年平均数据) | 莫斯科 (2014–2024年平均数据) | 莫斯科 (2014–2024年平均数据) | 莫斯科 (2014–2024年平均数据) | 莫斯科 (2014–2024年平均数据) | 莫斯科 (2014–2024年平均数据) | 莫斯科 (2014–2024年平均数据) | 莫斯科 (2014–2024年平均数据) |
| 月份                         | 1月                          | 2月                          | 3月                          | 4月                          | 5月                          | 6月                          | 7月                          | 8月                          | 9月                          | 10月                         | 11月                         | 12月                         | 全年                         |
| ---------------------------- | ---------------------------- | ---------------------------- | ---------------------------- | ---------------------------- | ---------------------------- | ---------------------------- | ---------------------------- | ---------------------------- | ---------------------------- | ---------------------------- | ---------------------------- | ---------------------------- | ---------------------------- |
| 平均高温 °C（°F）            | −4.2 (24.4)                  | −1.6 (29.1)                  | 4.3 (39.7)                   | 11.7 (53.1)                  | 19.3 (66.7)                  | 22.9 (73.2)                  | 24.4 (75.9)                  | 23.7 (74.7)                  | 17.0 (62.6)                  | 8.7 (47.7)                   | 1.8 (35.2)                   | −2 (28)                      | 10.5 (50.9)                  |
| 日均气温 °C（°F）            | −6.2 (20.8)                  | −3.7 (25.3)                  | 0.8 (33.4)                   | 7.3 (45.1)                   | 14.1 (57.4)                  | 17.7 (63.9)                  | 19.6 (67.3)                  | 18.8 (65.8)                  | 13.0 (55.4)                  | 6.3 (43.3)                   | 0.3 (32.5)                   | −3.4 (25.9)                  | 7.1 (44.8)                   |
| 平均低温 °C（°F）            | −7.9 (17.8)                  | −5.8 (21.6)                  | −2.7 (27.1)                  | 2.9 (37.2)                   | 8.9 (48.0)                   | 12.5 (54.5)                  | 14.9 (58.8)                  | 13.9 (57.0)                  | 9.1 (48.4)                   | 3.8 (38.8)                   | −1.2 (29.8)                  | −4.7 (23.5)                  | 3.6 (38.5)                   |
| 月均日照時數                 | 37                           | 65                           | 142                          | 213                          | 274                          | 299                          | 323                          | 242                          | 171                          | 88                           | 33                           | 14                           | 1,901                        |
| 来源：weatheronline.co.uk    |                              |                              |                              |                              |                              |                              |                              |                              |                              |                              |                              |                              |                              |

### 环境
莫斯科是世界上绿化最好的城市之一。从飞机俯瞰莫斯科，映入眼帘的是蓝天下葱绿的树丛和清澈透明的河湖，城市整洁干净。莫斯科市政府十分关心市内及郊区森林资源的保护。市内建有96座公园，14座花园，400个街心花园，160条林荫道。绿化总面积约占总面积的三分之一，达4.56万公顷。市区森林面积1.16万公顷。此外还有莫斯科市动物园，占地20公顷。在覆盖着草皮的灰化土地带分布着大片的松林。一些地方沼泽较多。莫斯科附近的森林里有各种野兽：麋、野猪、鹿、狐狸、白鼬、猞猁、貂、兔子，以及各种各样的飞禽。

## 行政區划
1991年以后，莫斯科市被划分为10个行政區劃，分别是：
1. 中央行政区
2. 北行政区
3. 东北行政区
4. 东行政区
5. 东南行政区
6. 南行政区
7. 西南行政区
8. 西行政区
9. 西北行政区
10. 泽列诺格勒行政区
11. 新莫斯科行政区
12. 特罗伊茨克行政区

每個行政區劃再細分地區。其中11和12是2012年7月1日從莫斯科州劃入，使莫斯科市面積增加至2,510平方公里，並使莫斯科市與卡盧加州接壤。

## 政治

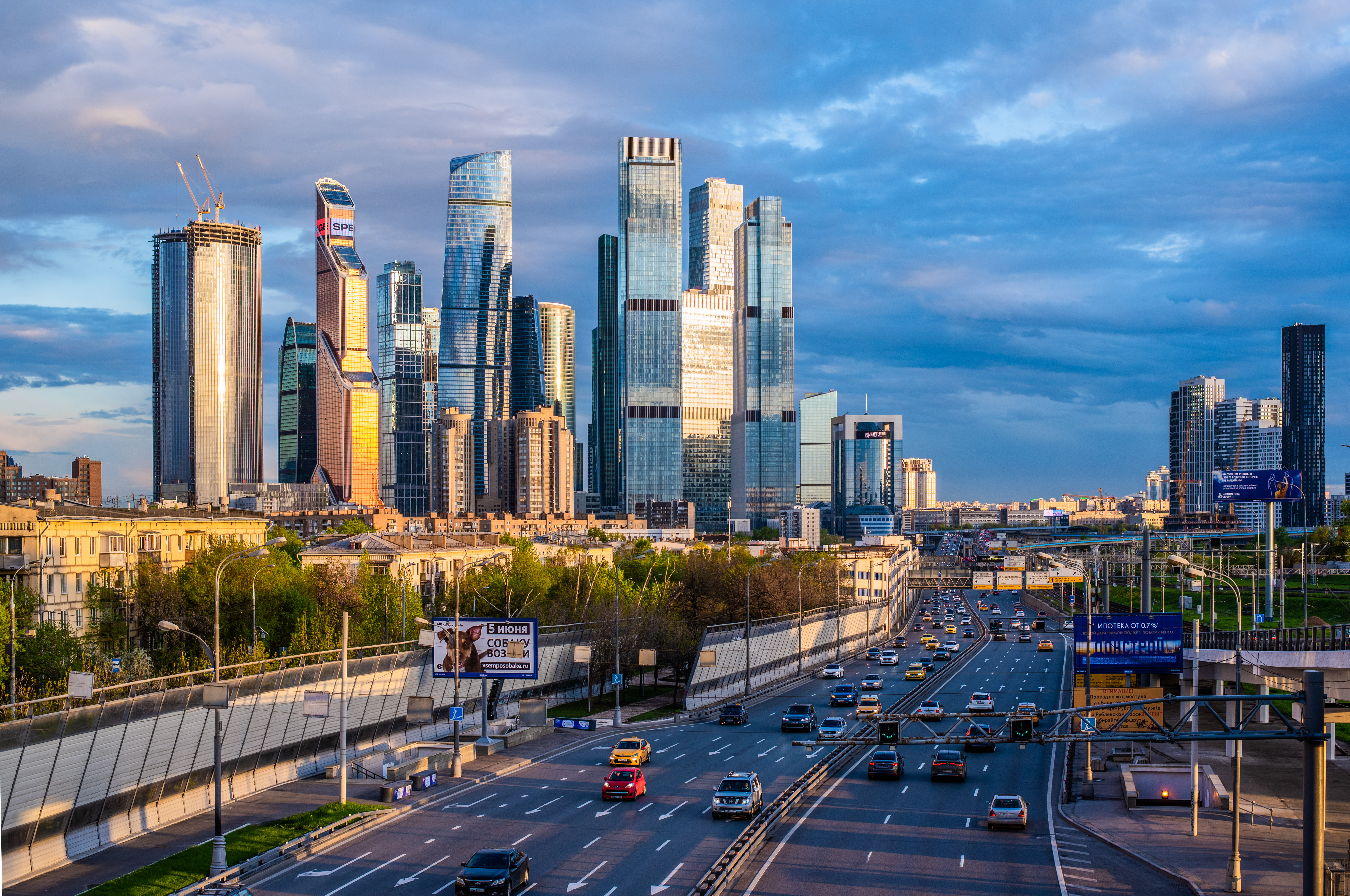
莫斯科金融區

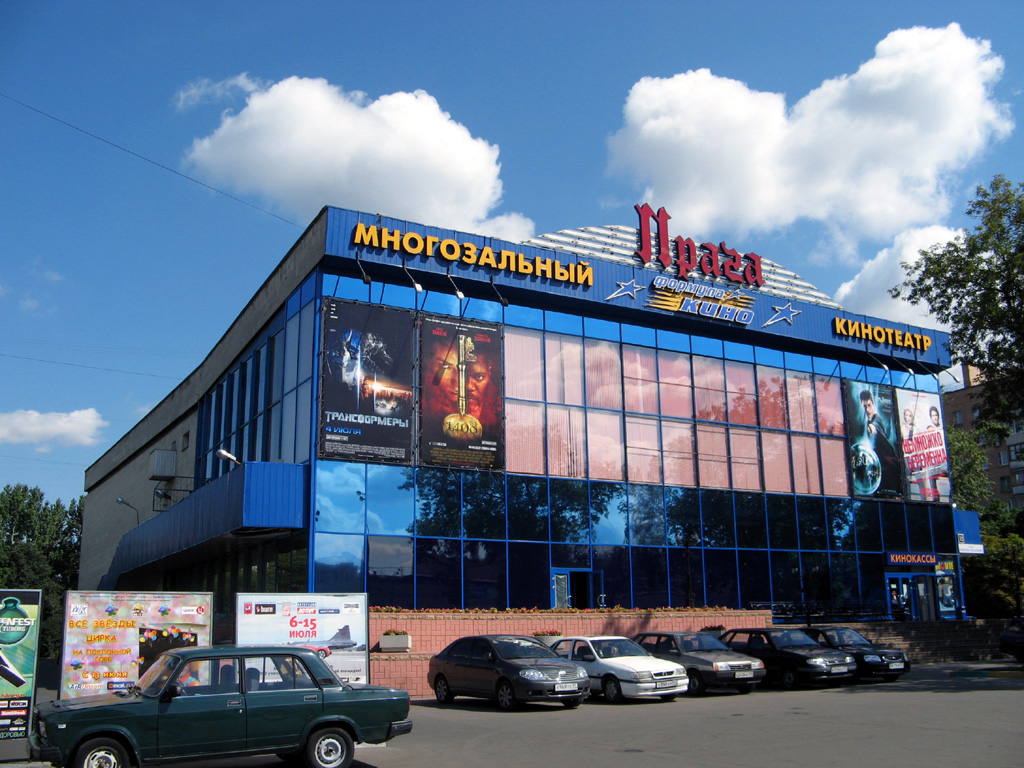
布拉格戲院

莫斯科市杜马选举每4年举行一次，总共有35个席位。
莫斯科市徽是由深红色的盾牌构成的，宽和高的比例是8:9，骑士面向右侧，穿着银色盔甲，披着淡藍色的披风，手里握着锋利的金色长矛刺向一只黑色的蛇状怪物。它是于1781年在「乔治十字勋章」裡關於蛇魔的传说的基础上建立的。莫斯科市的市旗是深红色的，长和宽的比例是3:2，莫斯科的市徽位于旗帜的中心。莫斯科的市歌是由音乐家伊·奥·屠纳耶夫斯基在诗歌「我的莫斯科」基础上谱写成的。
现任莫斯科市长為謝爾蓋·蘇比雅寧（2010年10月28日至今）。2010年当时他被时任总统梅德韦杰夫提名为莫斯科市长，其市长任期本应于2015年10月结束。他以希望成为民选市长为由在2013年6月向总统普京提出辞呈，并建议莫斯科社会院提前举行市长直接选举，在同年9月8日举行的第一轮市长选举投票中获得57％的选票，成为莫斯科近10年来第一位民选市长。

## 治安
莫斯科在2008年以前的治安之差普為人所知，2007年國際知名媒體有线电视新闻网列出十大治安最差都市，莫斯科與巴基斯坦喀拉蚩被列為歐洲與亞洲治安最差的城市之首，這普遍被認為是警察公器私用與黑幫組織化尤其是俄國黑手黨的跋扈關係所造成的。

## 经济

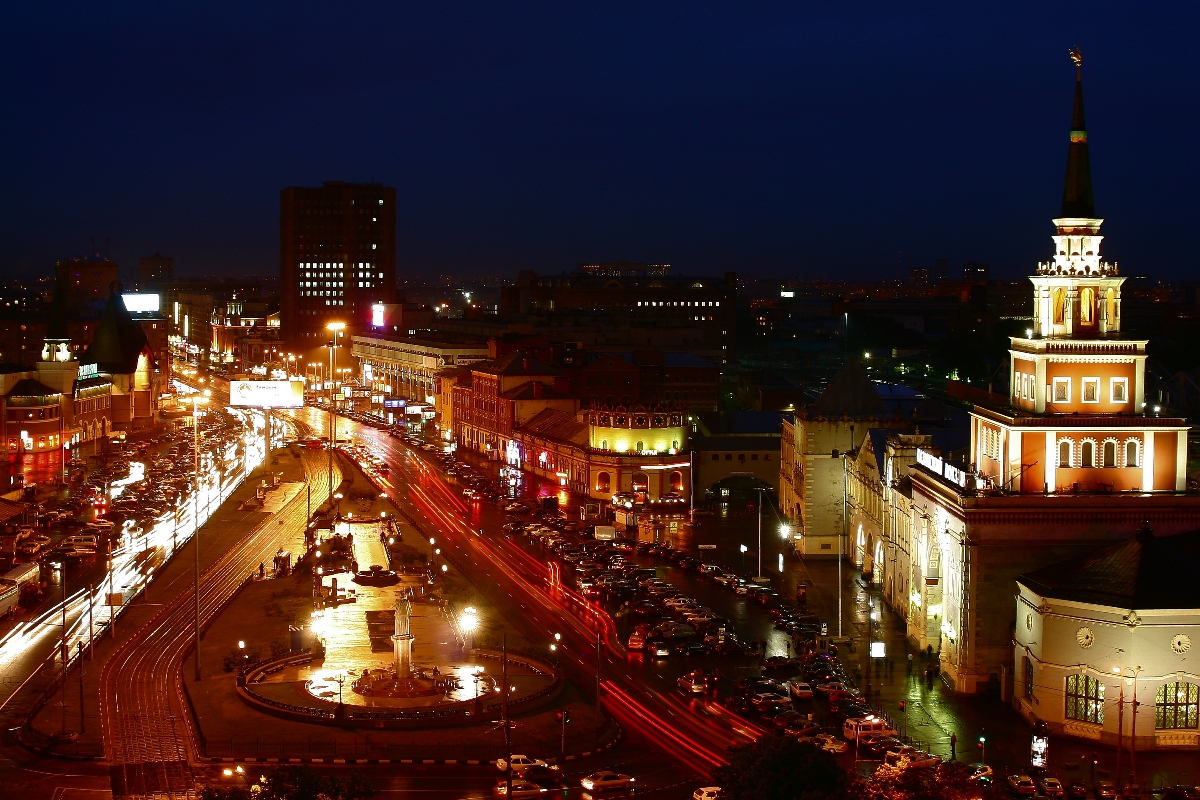
共青團廣場

莫斯科是一个人口超过1000万人的特大型城市，是欧亚大陆上重要的交通枢纽。同时，莫斯科还是一个重要的工业制造业中心，工业总产值居全国首位，工业门类齐全，总共拥有20000多家工厂，其中有数量众多的动力机械制作厂，以及专门制造机床，船舶，和精密仪器的厂家；同时城市还发展各种有色金属的冶炼工业，这其中铝业特别发达；除了重工业外，发达的化工业，轻工业，以及造纸业也是莫斯科工业中重要的一部分。而在十月革命前，莫斯科以纺织工业而著名，被誉为“花布城市”。
莫斯科政府首先建设和发展首都自由经济和活关自由贸易区。首选是绿城行政区，以及西部的河港。
发展经济银行和交易网在俄罗斯金融市场起了重要作用，现在首都有1000家商业银行，其中40%是俄罗斯的，莫斯科金融和交易网所进行的投资和商业活动90%在俄境内进行的。莫斯科的进出口业务得到了海关方面的大力扶持；248个海关口岸提供出入境服务。

## 人口
2002年10月人口普查统计，莫斯科常住人口为1000万，连同外来人口约为1200万。人口平均密度7700人／平方公里，中心部分人口密度高达29000人／平方公里。根据1976年的人口统计，居民中女性占55％，比男性多77.4万人，人口自然增长率极低，仅为0.25%。由于人数量下降过快，莫斯科市政府加强了宣传及奖励生育措施，市长尤里·卢日科夫曾经表示，通过举行"儿童年"，以及进行"家庭年"计划，2008年莫斯科共出生了10.2万个婴儿，该年莫斯科人口出生率达到二十年以来的最高水平。这一指标是从1988年以来最高的。

## 文化、艺术、教育

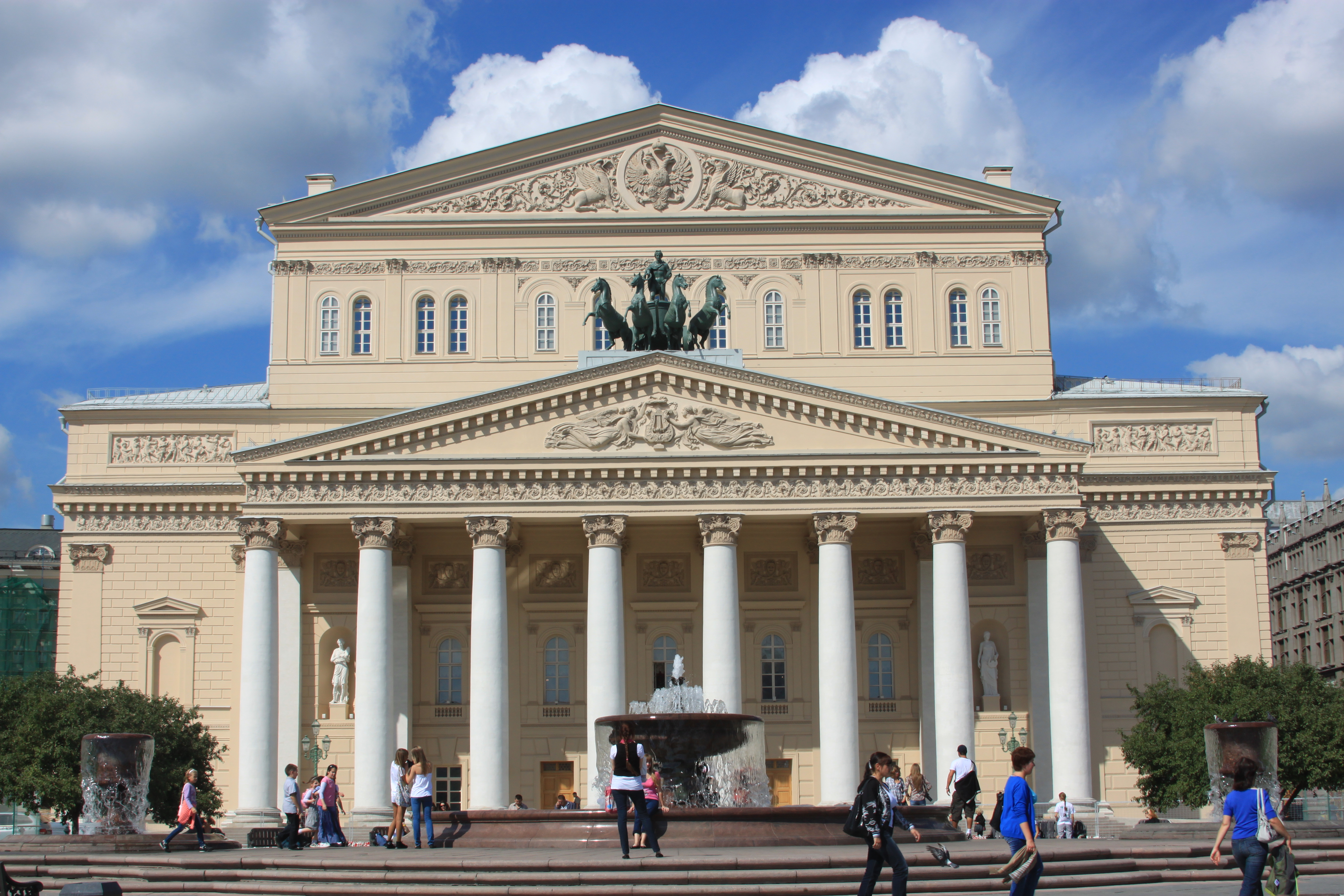
莫斯科大劇院

莫斯科是全国科技文化中心，教育设施众多，包括1433所普通教育学校和84所高等学校。大学以莫斯科国立罗蒙诺索夫大学（学生2.6万余）和俄罗斯人民友谊大学（学生1.3万余）为最著名。科研机构1000多所，科学工作者人数达20多万。其中就有俄罗斯科学中心之称的俄罗斯科学院，此外其他90多个科学机构，包括78个科研院校以及艺术、医学、教育和农业研究院。另外还有数目众多的研究所，各种专科院校，博物馆，剧院，图书馆以及这些设施的分支机构。莫斯科基本保留了从前的基础教育模式，大多数的义务教育学校，职业技术教育，其中的专业和高等教育初纳入国家预算结构之中，这些教育都是免费的。最近几年在莫斯科有偿受教育也已广泛实行，城市的教育体系满足了人口各种不同教育需求。
俄罗斯国立图书馆是世界第二大图书馆，藏书3570万册（1995年）。每年出4万种图书，发行近3600种刊物。莫斯科现有72个剧院109个电影院31个音乐厅，78个博物馆、142个展览馆。其中莫斯科大剧院、莫斯科艺术剧院、国家中央木偶剧院、莫斯科国家马戏团、俄罗斯国家交响乐团享有世界声誉。美术馆中以普希金造型艺术博物馆、特列季亚科夫画廊以及兵工厂（克里姆林宫内，实际是一个小型的历史博物馆）、国立历史博物馆等较为著名。

## 体育
体育设施有大型体育馆（座位在1500个以上）1970个，体育场96个，其中奥林匹克综合运动场面积达11557平方米，1980年曾在此举办第22届奥运会。还有65个游泳池、2900处足球场、1200个健身房、4个赛车场以及1600个篮球排球场。莫斯科由于其在政治于经济方面在俄罗斯处于特殊的地位，城市中的各个体育项目的运动队也在俄罗斯占有着举足轻重的地位，很多队即使在欧洲范围内也是耳熟能詳的强队，为莫斯科和俄罗斯获得一个又一个荣誉。

## 卫生
医疗设施包括193所医院和1000个诊所。

## 旅游

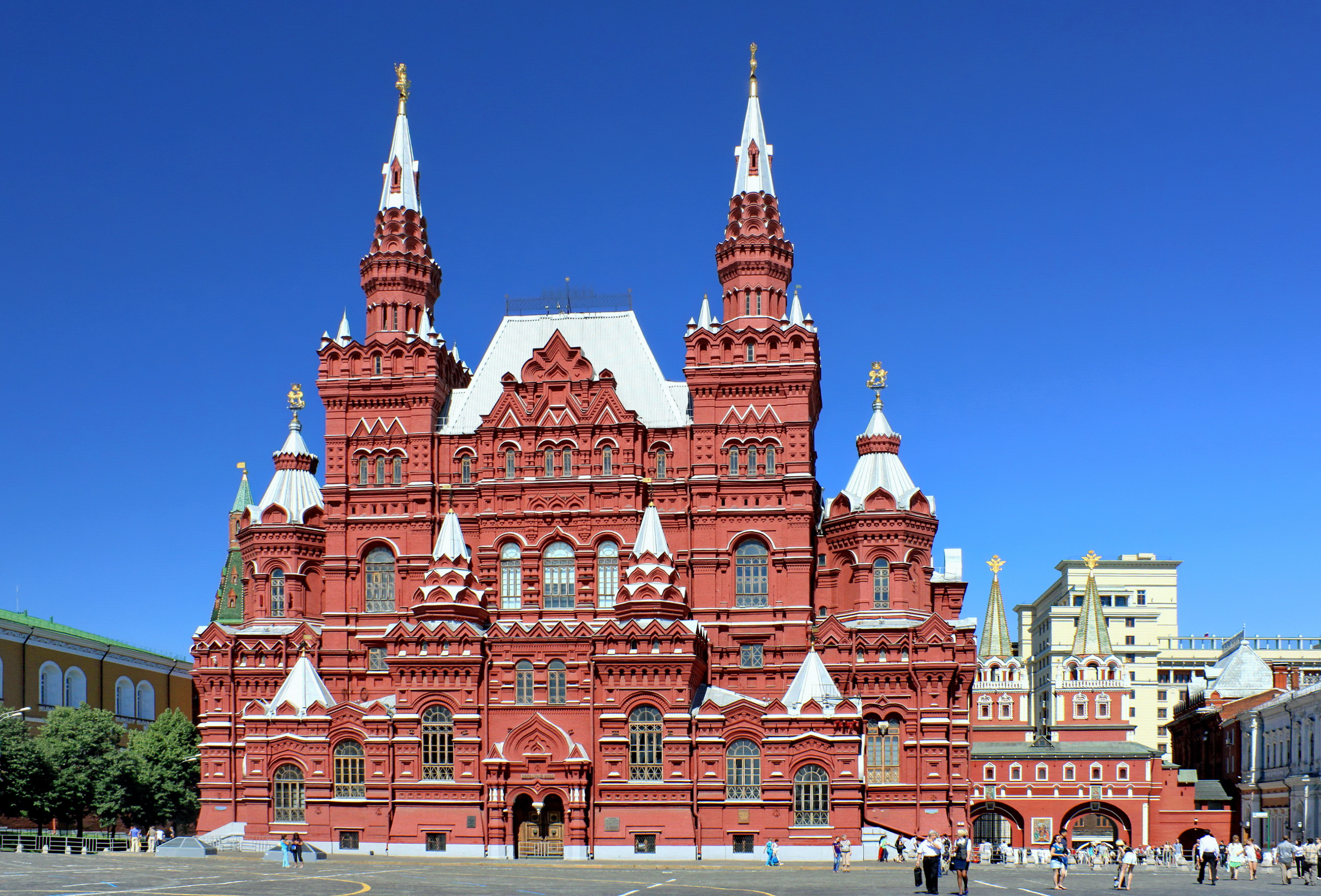
红场上的俄罗斯历史博物馆

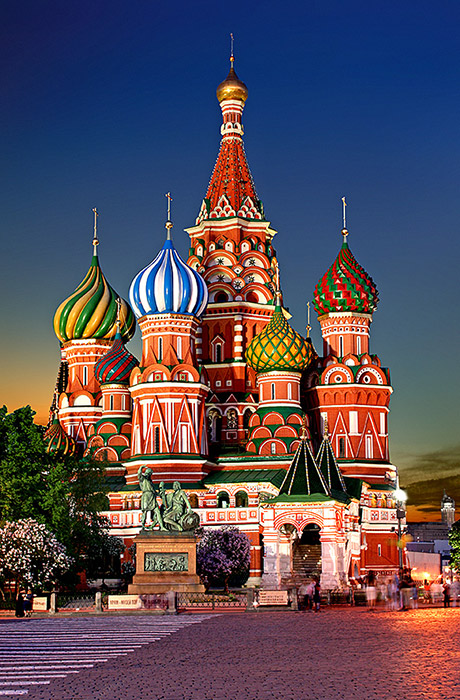
圣瓦西里大教堂通常被视为俄国的象征

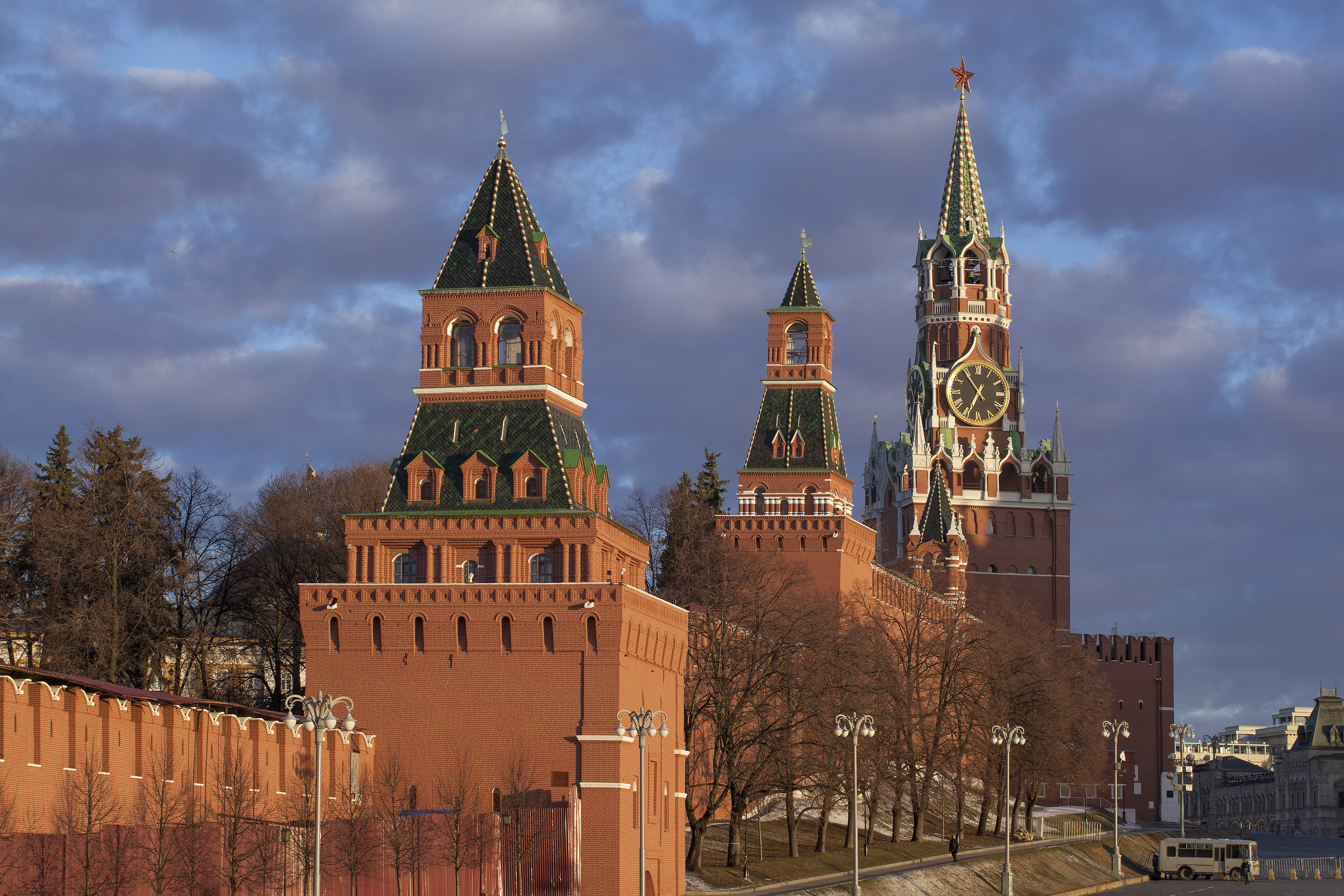
世界五大宫殿之一的克里姆林宫

莫斯科是歐洲一个很著名的旅游城市，绿化面积高，有“森林中的首都”美誉，市内的人文经典数目也非常众多。
以下列出莫斯科主要旅游景点：
- 克林姆林宫
- 红场
- 莫斯科地铁
- 特列季亚科夫画廊
- 普希金艺术馆
- 新圣女公墓
- 博罗季诺战役全景博物馆
- 国民经济成就展览中心（全俄展览中心）
- 武装力量博物馆
- 奥斯坦基诺（庄园、剧场、电视塔）
- 阿尔巴特大街
- 駝鹿島國家公園

## 交通
莫斯科是俄罗斯国内最重要的交通枢纽城市。全市有五個民用機場（谢列梅捷沃国际机场、多莫傑多沃國際機場和伏努科沃國際機場為最大的三個），九個火車站（列宁格勒站、喀山站、雅罗斯拉夫尔站、库尔斯克站、里加站、基辅站、白俄罗斯站、薩維奧洛夫站和帕韋列茨站），是西伯利亞鐵路的起點。環繞首都邊緣的是莫斯科環城公路；市內有莫斯科地鐵，由10多條擴散線和一條環線構成；拥有世界第一大无轨电车系统。由於臨莫斯科河，又有莫斯科運河和伏爾加-頓河運河接駁，故有「五海之港」的美譽。

## 体育
| - 足球 - 莫斯科迪那莫足球俱乐部 - 莫斯科火车头足球俱乐部 - 莫斯科斯巴达克足球俱乐部 - 莫斯科鱼雷足球俱乐部 - 莫斯科足球俱乐部 - 莫斯科中央陆军足球俱乐部 | - 室内足球 - 莫斯科迪纳摩足球俱乐部 - 莫斯科斯巴达克足球俱乐部 - 莫斯科中央陆军足球俱乐部 | - 冰球 - 莫斯科迪那莫冰球俱乐部 - 莫斯科斯巴达克冰球俱乐部 - 莫斯科中央陆军冰球俱乐部 - 苏维埃联队 |

| - 篮球 - 莫斯科迪纳摩篮球球俱乐部 - 莫斯科中央陆军篮球俱乐部 | - 排球 - 莫斯科迪那莫排球俱乐部 | - 水球 - 莫斯科迪纳摩水球俱乐部 |

## 著名人物

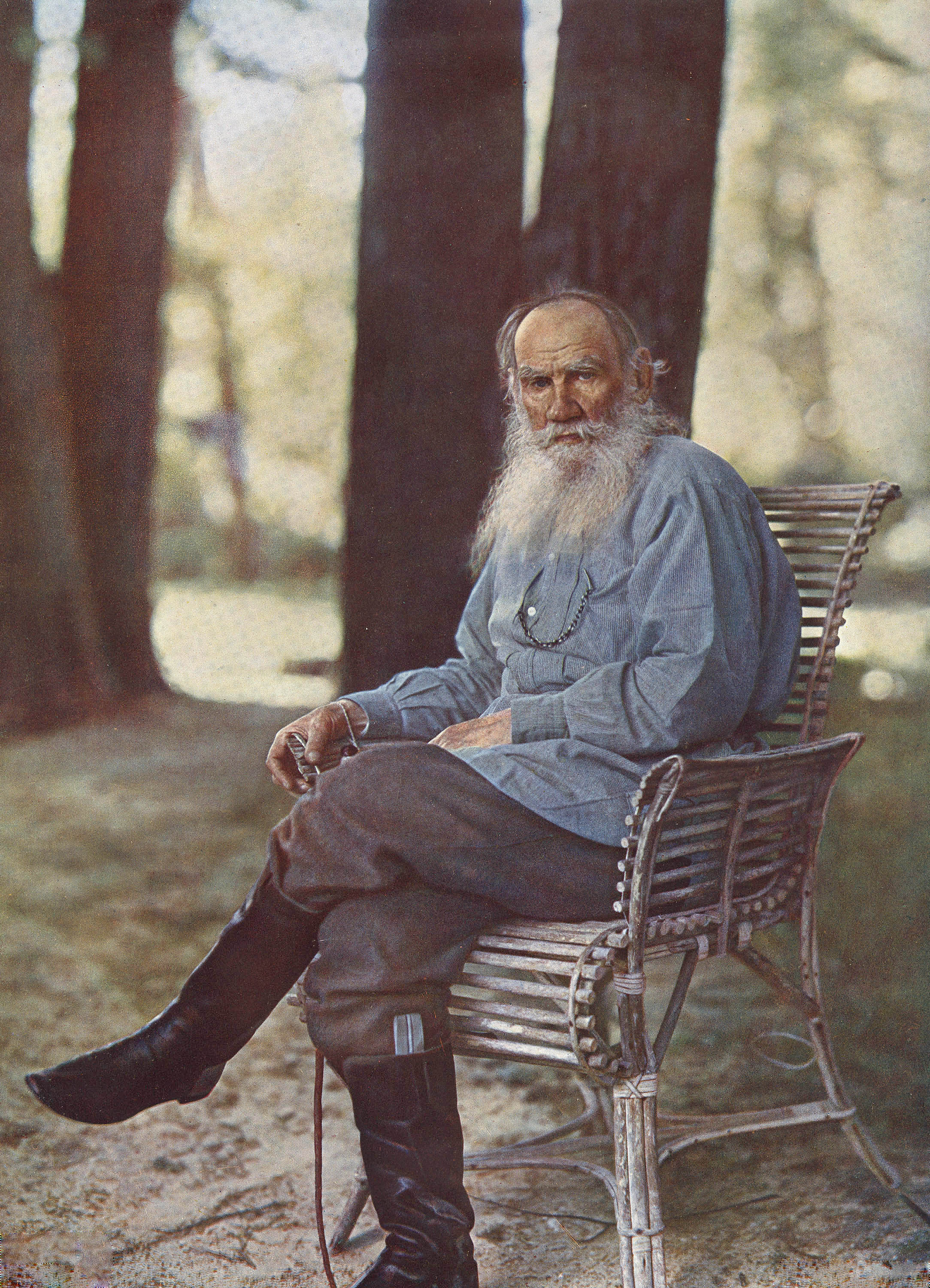
俄国作家列夫·托尔斯泰

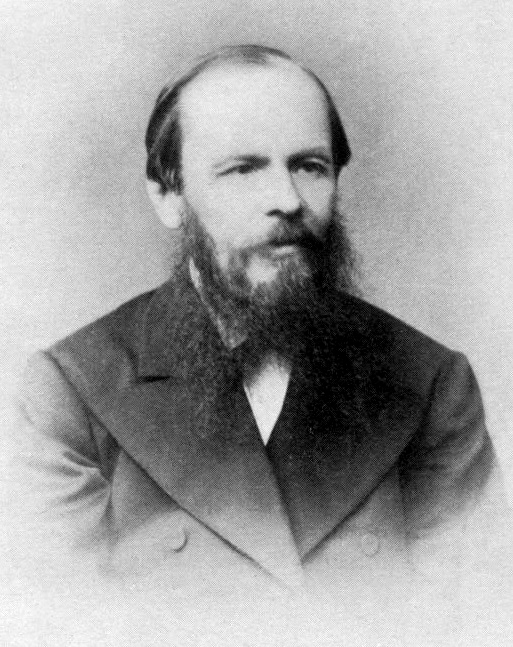
出生于莫斯科的俄国作家、哲学家陀思妥耶夫斯基

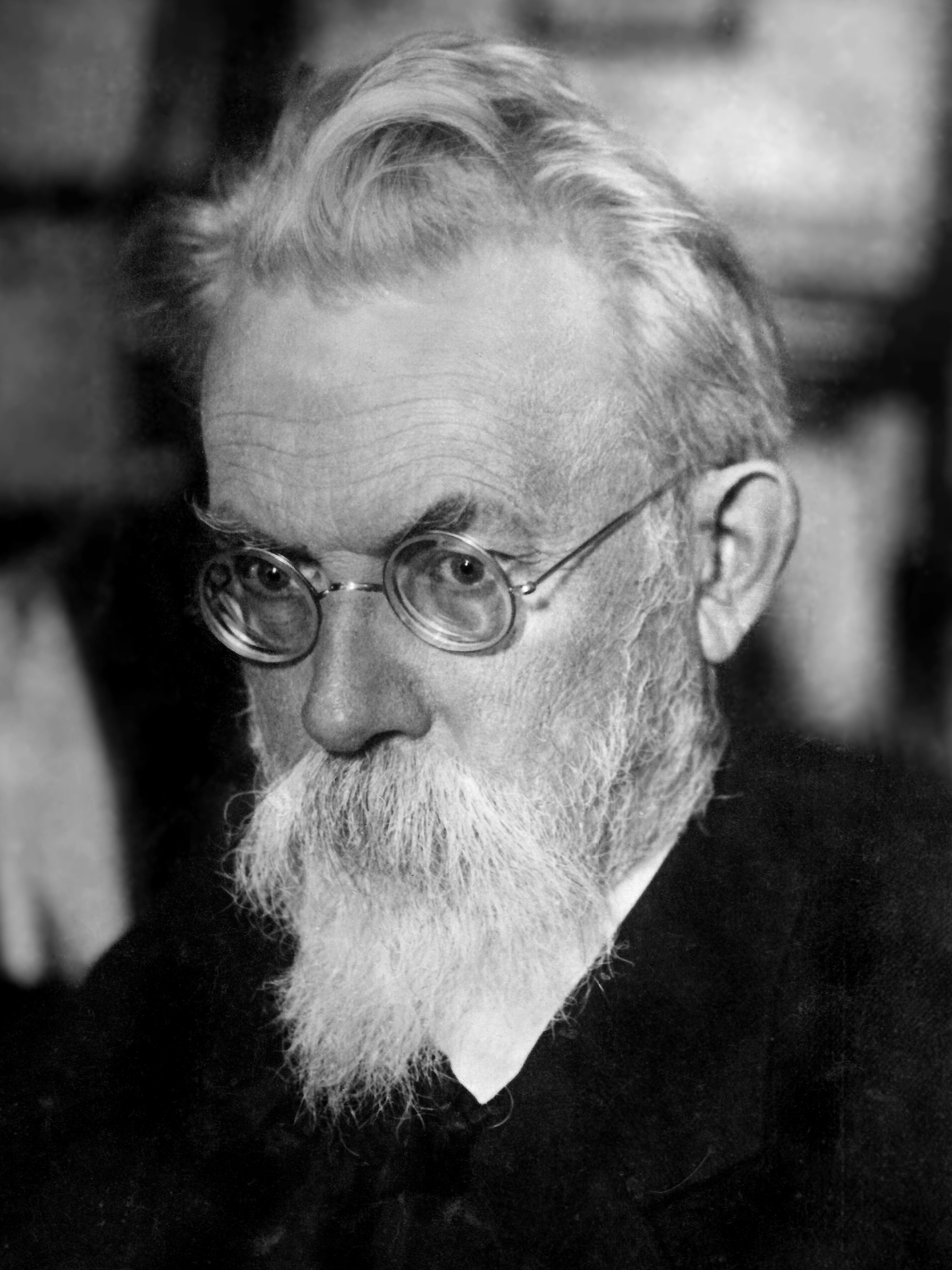
曾于莫斯科大学担任教授从事研究的俄国科学家弗拉基米尔·伊万诺维奇·维尔纳茨基

莫斯科作为俄罗斯的政治、文化、经济、交通中心，吸引了大量的著名人物在此定居或求学。莫斯科名人不仅包含了在该市出生的人，亦囊括了部分在此居住过工作过的人。
- 尤里·卢日科夫：俄国政治家，莫斯科前任市长。
- 弗拉基米尔·普京：俄国现任总统。
- 普希金：俄国诗人，剧作家，小说家，文学批评家和理论家，历史学家，政论家。俄国浪漫主义的杰出代表，俄国现实主义文学的奠基人，是十九世纪前期文学领域中最具声望的人物之一，被尊称为“俄国诗歌的太阳”、“俄国文学之父”，现代标准俄语的创始人。
- 伊萨克·伊里奇·列维坦：俄国著名画家，艺术家。安葬于莫斯科。
- 亚历山大·尼古拉耶维奇·奥斯特洛夫斯基：俄国剧作家，俄国现代剧院的创建者。以《智者千虑必有一失》、《大雷雨》和《没有陪嫁的新娘》著名。
- 尼古拉·瓦西里耶维奇·果戈里：俄罗斯最成功的文学家。1842年，出版著作《死魂灵》，震撼了整个俄罗斯文坛，成为俄罗斯文学走向独创性和民族性的重要标志。
- 维萨里昂·格里戈里耶维奇·别林斯基：俄罗斯思想家、文学评论家。后人将他视为俄国文学史上最伟大的批评家、思想家之一。
- 费奥多尔·米哈伊洛维奇·陀思妥耶夫斯基：俄国作家，著有《罪与罚》等举世闻名的经典著作。
- 列夫·托尔斯泰：俄国小说家、哲学家、政治思想家，著有《战争与和平》、《安娜·卡列尼娜》和《复活》这几部被视作经典的长篇小说，被认为是世界最伟大的作家之一。
- 亚历山大·瓦西里耶维奇·莫索洛夫：苏联早期音乐家。
- 尼古拉·尼古拉耶维奇·谢苗诺夫：苏联医生和化学家，1956年获得诺贝尔化学奖。
- 弗拉基米尔·伊万诺维奇·维尔纳茨基：俄国及苏联矿物学及地质化学家，被认为是地球化学、生物地球化学和放射地质学的创始人之一。他关于人类圈的概念，影响了后来的俄国宇宙主义思潮。
- 弗拉基米尔·伊里奇·列宁：俄罗斯共产主义革命家、政治家和政治哲学理论家，曾担任俄罗斯共和国（1917年至1918年）、俄罗斯苏维埃联邦社会主义共和国（1918年至1924年）、及苏联（1922年至1924年）政府领导人。在他治理下，俄罗斯和往后的苏联成为接受苏联共产党统治的一党制社会主义国家。
- 亚历山大·伊万诺维奇·赫尔岑：俄国思想家、革命活动家。
- 格奥尔基·康斯坦丁诺维奇·朱可夫：苏联军事家、政治家，苏联元帅，因其在德苏战争上的卓越功勋，被认为是第二次世界大战中最优秀的将领之一。
- 尤里·阿列克谢耶维奇·加加林：苏联宇航员，苏联红军上校飞行员，是人类第一个进入太空的人。
- 叶夫图申科夫费利克斯弗拉基米罗维奇 俄罗斯企业家，MTS PJSC董事会主席[14][15][16]

## 姐妹城市
- 阿尔及利亚阿爾及爾
- 阿拉木圖
- 荷蘭阿姆斯特丹
- 阿斯塔納
- 亞美尼亞埃里溫
- 约旦安曼
- 土耳其安卡拉
- 巴庫
- 法國巴黎
- 巴尼亞盧卡
- 中华人民共和国北京市
- 黎巴嫩貝魯特
- 塞爾維亞貝爾格萊德
- 蒙特內哥羅波德戈里察
- 德国柏林
- 羅馬尼亞布加勒斯特
- 捷克布拉格
- 白俄羅斯布列斯特
- 比利时布魯塞爾
- 墨西哥恩森那达
- 伊朗德黑兰
- 阿联酋迪拜
- 阿尔巴尼亚地拉那
- 日本東京
- 德国杜塞爾多夫
- 杜尚別
- 俄羅斯顿河畔罗斯托夫
- 乌克兰頓涅茨克[註 1]
- 越南河内
- 古巴哈瓦那
- 越南胡志明市
- 波蘭華沙
- 乌克兰基辅 (該協議於2016年終止)[17]
- 埃及開羅
- 秘魯庫斯科
- 俄羅斯科洛姆納
- 波蘭克拉科夫
- 玻利维亚拉巴斯
- 巴勒斯坦拉姆安拉
- 法國利摩日
- 斯洛維尼亞盧布爾雅那
- 英国倫敦
- 西班牙馬德里
- 菲律賓馬尼拉
- 泰國 曼谷
- 俄羅斯纳里扬马尔
- 賽普勒斯尼科西亞
- 伊朗拉什特
- 冰島雷克雅維克
- 墨西哥雷诺萨
- 拉脫維亞裡加
- 平壤市
- 首爾特別市
- 巴西圣保罗
- 斯拉沃尼亚布罗德
- 保加利亚索非亚
- 爱沙尼亚塔林
- 以色列特拉維夫
- 突尼西亞突尼斯市
- 法國瓦朗謝訥
- 立陶宛维尔纽斯
- 奥地利維也納
- 蒙古国烏蘭巴托
- 印度新德里
- 希腊雅典
- 印度尼西亞雅加达
- 拉脫維亞葉爾加瓦
- 德国因戈尔施塔特
- 占贾
- 美国芝加哥
- 美国洛杉矶